# Cèpe des bouleaux
Le Cèpe des bouleaux, ou Cèpe de bouleau, est un nom vernaculaire familier ambigu et souvent attribué incorrectement dans le langage courant qui peut désigner en français plusieurs espèces de champignons de la famille des Boletaceae.

## Ambiguïté et espèces concernées
L'appellation de "Cèpe des Bouleaux" est souvent utilisée de façon vague et familière par les cueilleurs pour désigner toutes les espèces de Bolets rudes du genre Leccinum, inféodées pour la plupart aux bouleaux. Cependant, cette utilisation relève d'un abus de langage, car les bolets rudes ne sont pas des Cèpes (Seulement B. edulis, B. pinophilus, B. aestivalis et B. aereus ayant droit à une appellation de Cèpe en plus de celle de bolet), les cueilleurs faisant une confusion entre les termes de bolet et de Cèpe ou supposant alors qu'ils sont interchangeables dans les deux sens, ce qui n'est pas le cas, un Cèpe étant un bolet qui présente des caractéristiques spécifiques au genre Boletus au sens strict (outre les différences morphologiques, les Cèpes sont de bons comestibles alors que les bolets rudes sont des comestibles moyens). De plus, utilisée de cette façon, l'appellation est vague car elle peut désigner n'importe quelle espèce de la quinzaine de bolets rudes en France (exemple : Leccinum scabrum, Leccinum duriusculum, Leccinum variicolor, Leccinum cyaneobasileucum, Leccinellum pseudoscabrum, Leccinum schistophilum, etc...),.
Les différentes espèces de bolets rudes n'ayant pas le droit à une appellation de Cèpe, le terme de "Cèpe des Bouleaux" reste plus ou moins une invention par abus de langage. Cependant, il existe un cas où ce nom aurait la légitimité d'être utilisé ; pour désigner Boletus edulis f. betulicola, une forme rarissime au chapeau beige et strictement inféodée aux bouleaux de Boletus edulis, le Cèpe de Bordeaux. Étant un Cèpe, même si une forme d'un Cèpe, cette dernière peut donc utiliser ce terme de façon correcte.